# Sathyamangala
Sathyamangala là một thị trấn thống kê (census town) của quận Hassan thuộc bang Karnataka, Ấn Độ.

## Nhân khẩu
Theo điều tra dân số năm 2001 của Ấn Độ, Sathyamangala có dân số 11.399 người. Phái nam chiếm 51% tổng số dân và phái nữ chiếm 49%. Sathyamangala có tỷ lệ 81% biết đọc biết viết, cao hơn tỷ lệ trung bình toàn quốc là 59,5%: tỷ lệ cho phái nam là 85%, và tỷ lệ cho phái nữ là 76%. Tại Sathyamangala, 10% dân số nhỏ hơn 6 tuổi.